# ده ملک (بافق)
ده ملک، روستایی از توابع بخش مرکزی شهرستان گلباف در استان کرمان  ایران است.

## جمعیت
این روستا در دهستان سبزدشت قرار دارد و براساس سرشماری مرکز آمار ایران در سال ۱۳۸۵، جمعیت آن زیر سه خانوار بوده‌است.